# Белкахве (тунель)
Белкахве (тур. Belkahve Tüneli) — автомобільний тунель на автостраді Отойол 5 Гебзе — Орхангазі — Ізмір, розташований у провінції Ізмір, Егейський регіон Туреччина. Відкрито 8 березня 2017 року
Розташований на горі Белькахве між Каваклидере у районі Борнова та Улуджак у районі Кемальпаша на схід від Ізміру, має 1556 та 1653 м завдовжки двогалерейний тунель, що має три смуги руху в кожному напрямку. Галереї шириною 12 м, кліренс — 6 м. Будівельні роботи проведені консорціумом Otoyol A.Ş., що має у складі турецькі компанії Nurol, Özaltın, Makyol, Yüksel, Göçay та італійську компанію Astaldi. Проходка пройдена новоавстрійським методом.